# Коричник китайський
Коричник китайський (Cinnamomum cassia) — вічнозелене дерево роду коричник родини лаврові. Інша назва «кассія». Як пряність застосовуються кора і пуп'янки.

## Опис
Заввишки становить 10—15 м. Листя тверде, витягнуте, завдовжки 10—15 см, чергуваті, зверху з поглибленими головними жилками, знизу вкриті короткими м'якими волосками, пониклі, на коротких черешках. Квіти дрібні, зібрані в волотисте суцвіття, 6 пелюсток, з 2 рядками тичинок. Зав'язь верхня, плід у вигляді ягоди.
У корі міститься 1—2 % ефірної олії, що складається головним чином з альдегіду коричної кислоти (близько 90 %), а також трохи дубильних речовин, марганцю і кальцію.
Кора сірувата. Молоді листя червонуваті, згодом — зверху блискучо-зелені, з нижньої сторони — синювато-зелені. квіти жовтувато-білого кольору. 
Аромат китайської кориці різкіше за цейлонську корицю, яку іноді також називають справжньою корицею. Від останньої відрізняється тим, що не закручена зовсім, або з одного боку, більш жорстка та пекуча за корицю, терпким смаком з присмаком гіркоти. Товщина кориці цейлонської після сушки ледве сягає 1 мм, кориці китайської — 2 мм і більше. Нині кора цієї рослини відома під назвою кассія. Більшість спецій, які продаються як кориця у США, Великій Британії та Індії, — це китайський коричник.

## Застосування
Ароматна кора використовується як пряність у кулінарії. Був популярний в Китаї з часів держави Чу. Ще в давнину вивозилася до Індії та на Близький схід, згадується в Старому заповіті Біблії. Про неї згадував також давньогрецький історик Геродот. Широко використовувався в елліністичній та давньоримській кухнях, а потім у візантійській кухні.
Нині в європейських кухнях кора використовується як ароматизатор для кондитерських виробів, десертів, тістечок, м'яса, рідких страв, соусів або мусів. Прекрасно поєднується з вишнею, яблуком, грушами і айвою. Також вона відмінно доповнює страви з рису і кукурудзи. Додається в страву за 10—12 хвилин до готовності, інакше вплив високої температури знищить аромат приправи. В Індії є складником рецептів каррі. У країнах Південно-Східної та Східної Азії комбінується з сумішшю перців і інших пекучих приправ і використовується для приготування страв з м'яса.
Пуп'янки також використовуються як пряність, особливо в Індії (в античність їх використовували римляни). На вигляд вони нагадують гвоздику і мають м'який, квітучий аромат кориці. Переважно пуп'янки застосовуються при маринуванні, в маринадах і чаях.

## Корисні властивості
Вважається однією з 50 основних рослин у традиційній китайській медицині. У різних концентраціях і рецептах китайський коричник застосовували для боротьби з захворюваннями шлунково-кишкового, бактеріального характеру, нирок і для розрідження крові.
Тепер часто порошок з кори рослини використовують у косметиці й в складі антисептичних, антибактеріальних, протизапальних мазей. Кора корисна завдяки наявності кумарину, втім він у великих кількостях може завдати шкоди печінці.
Спиртовий настій застосовується проти грампозитивних і грамнегативних бактерій, туберкульозної палички, а також діє як природний імуностимулятор. Шляхом перегонки подрібненої кори з водяною парою отримується коричнева камфора, яка застосовують при отруєнні снодійними і наркотичними речовинами, а також чадним газом. Раніше застосовувалася в рамках судомної терапії для лікування психічнохворих, зокрема, шизофренії.

## Розповсюдження
Батьківщиною є південні райони Китаю, звідси походить назва цією рослини. З часом поширився на Лаос, В'єтнам, Таїланд. Культивується також на Яві та Суматрі (Індонезія), Шрі-Ланці, в Малайзії та південній Індії.